# Base aérienne 151 Rabat-Salé
La base aérienne 151 Rabat-Salé  « Commandant Max Guedj » était un site opérationnel de l'Armée de l'air française, situé près des villes de Rabat et de Salé, au Maroc, sur le plateau (Meseta marocaine) qui domine la rive droite de l'oued Bouregreg. Ce plateau vient mourir en pente douce sur la côte atlantique. Elle a été dissoute le 21 février 1961.

## Histoire
La base est créée en 1938. Elle a certainement occupé l'emplacement d'un petit aérodrome de tourisme, au début du protectorat français.

### En 1942
Au moment du débarquement anglo-américain en AFN, l'Armée de l'air dispose à Rabat-Salé des effectifs suivants :
- Groupe de chasse I/5 (GC I//5)
  - 19 chasseurs Curtiss H 75,
- Groupe de bombardement I/22 (GB I/22)
  - 11 LéO 45,
- Groupe de transport I/15 (GT I/15) :
  - 18 Potez 29,
  - 4 Farman 222/2,
  - 1 Farman 223/3,
  - 1 Farman 224,
- Groupe de reconnaissance I/22 (GR I/22)
  - 3 LéO 451.

### Après 1942
En avril 1947, le régiment de chasse Normandie-Niémen est affecté à la base 151 de Rabat-Salé sous le commandement du capitaine Léon Cuffaut.
Le 1er janvier 1950, le Centre d'Entrainement des Réserves de l'Armée de l'Air (CERAA) de Salé est créé. Il reprend l'insigne et les traditions de l'Escadrille Régionale de Chasse (ERC) 573 créée à Rabat le 1er janvier 1938.
Le Groupe de Chasse de Nuit I/30 Lorraine, équipé de Mosquito, a stationné à Rabat-Salé.
En 1952, l'École de chasse de Meknès utilise les installations de Rabat, les pistes devenant trop courtes pour des avions modernes.

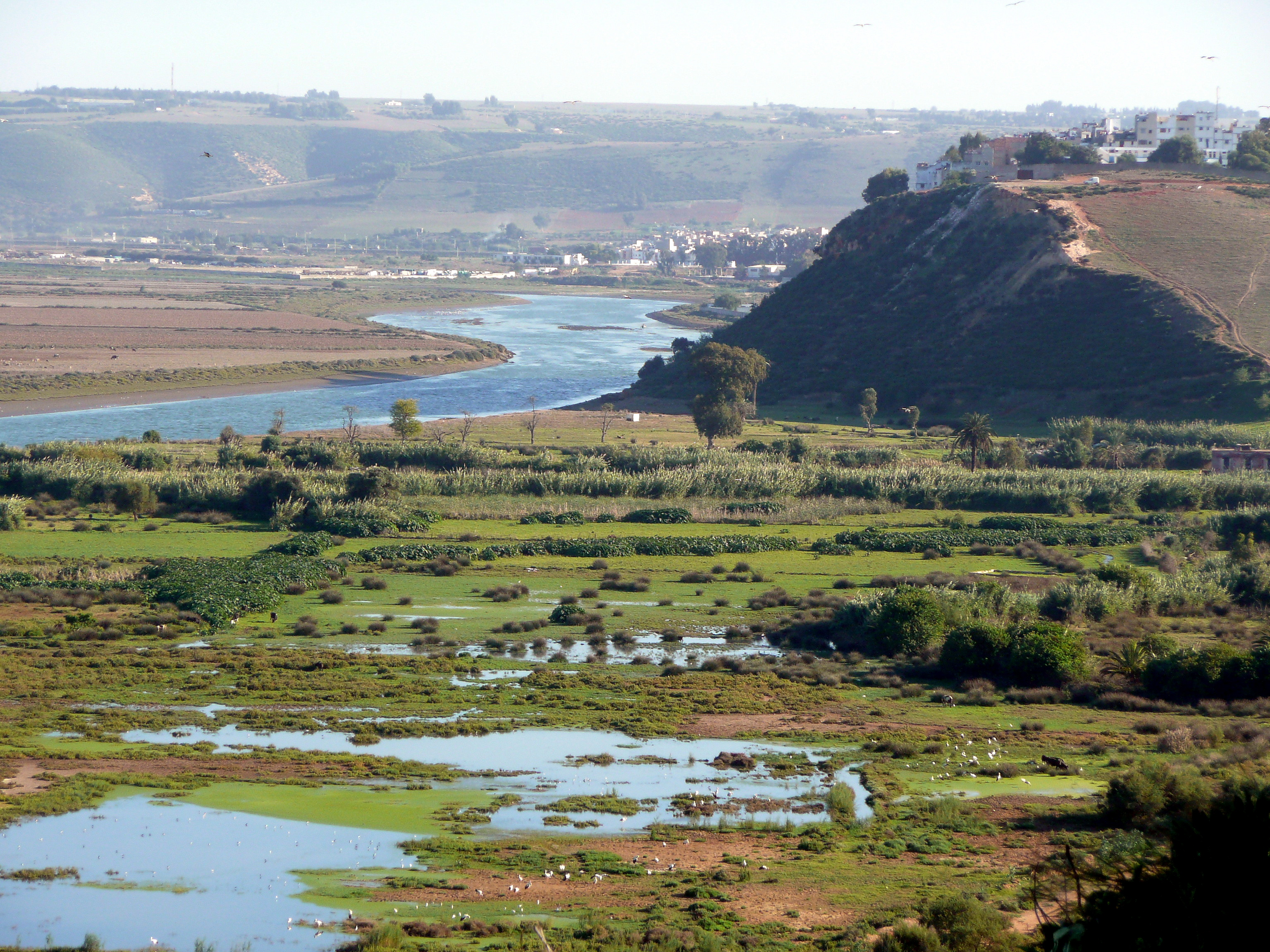
Vue sur la vallée du Bou Regreg (vue vers l'aval)

## L'ancienne base aérienne, de nos jours
Le site de l'ancienne base aérienne est aujourd'hui occupé par l'Aéroport international de Rabat-Salé.

## Unités de la base aérienne
La 8e Escadre de Chasse avec deux escadrons 1/8 Maghreb et 2/8 Languedoc est active sur la base de 1955 à 1960. sur (Mistral jusqu'en 1959 et Mystère IV A jusqu'en 1960)

## Sources